# Global Policy Forum
Pour les articles homonymes, voir GPF.
Le Global Policy Forum (GPF) est une organisation non gouvernementale internationale qui axe ses activités dans le domaine du suivi de l'élaboration des politiques mondiales aux Nations unies.

## Historique
L'organisation a été fondée à New York en décembre 1993 par un groupe de quatorze érudits et activistes, parmi lesquels Erskine Childers et Joel Krieger. James Paul en a été directeur exécutif du GPF depuis sa fondation fin 1993 jusqu'à la fin de l'année 2012, date à laquelle Jens Martens lui a succédé.

## Statut
Le GPF jouit d'un statut consultatif auprès des Nations unies. Son bureau principal se situe sur la place des Nations unies à New York. Il réunit environ 40 fois par an le groupe de travail des ONG sur le Conseil de sécurité, organisant des rencontres avec les ambassadeurs au Conseil de sécurité et, occasionnellement, avec des hauts fonctionnaires du Secrétariat de l'ONU ou des ministres des affaires étrangères. 

## Mission
L'organisation s'attache à promouvoir une plus grande ouverture, la démocratie et la responsabilité au niveau mondial.

## Programmes
Les principaux programmes de GPF couvrent actuellement les concepts et la politique de l'environnement et du développement, le financement du développement, la justice fiscale, la réforme des Nations unies, la gouvernance mondiale, la responsabilité des entreprises, la paix et la sécurité alimentaire et la faim : 
- Influence des entreprises.
- Observatoire des politiques au niveau mondial.
- Mondialisation.
- Politique sociale et économique.
- ONG.
- Finance des Nations unies.
- Justice internationale.
- Réforme des Nations unies.

## Site internet
Le site internet de GPF contient de nombreuses analyses sur des sujets tels que la réforme de l'ONU, le développement international, les ONG et la mondialisation.